# بروند سفلی
 بروند سفلی ، روستایی است از توابع گهواره در شهرستان دالاهو استان کرمانشاه

## جمعیت
این روستا در بخش گهواره قرار دارد و بر اساس سرشماری سال ۱۳۸۵ جمعیت آن (۸۱خانوار) ۳۶۲نفر 
بوده است.